# Лечури
Лечури (груз. ლეჩური) — село в Телавском муниципалитете Грузии, располагается в Алазанской долине. Село построенно на правом берегу реки Стори, на высоте 560 метров над уровнем моря. Расстояние от Телави составляет 39 км. Населен в основном пшавилами, переселенными из Пшави. По переписи 2014 года в селе проживает 88 человек.